# マジック世界No.1
『マジック世界No.1』（マジックせかいナンバーワン）は、1985年1月16日から同年3月20日までテレビ東京系列局で放送されていたテレビ東京製作の奇術番組である。全10回。放送時間は毎週水曜 19:00 - 19:30 （日本標準時）。

## 概要
『全国珍スポーツ決定版』の早期打ち切りを受けてスタートしたつなぎ番組でありながらイリュージョン(奇術)的規模で毎回イギリスのマジシャン、ポール・ダニエルズによるスペシャルショーを放送。番組内での語りは水島裕が担当していた。
しかし、番組は延長されることなく2か月で終了した。

## 内容
1. 天才P・ダニエルズの人体大逆転
2. 物体空中浮遊
3. 猛烈超スピードマジック
4. 神秘のマジック星占いの謎
5. 人間ミルクタンク
6. 電動ギロチン危機からの脱出（その1）
7. 電動ギロチン危機からの脱出（その2）
8. ストリップポーカー
9. 爆破寸前!奇跡の脱出
10. TVカメラが一瞬に消えた